# Urbanisme de l'Égypte antique
 (février 2017).
Si vous disposez d'ouvrages ou d'articles de référence ou si vous connaissez des sites web de qualité traitant du thème abordé ici, merci de compléter l'article en donnant les références utiles à sa vérifiabilité et en les liant à la section « Notes et références ».
À la fin des années 1960, un égyptologue qualifia l'Égypte antique de civilisation sans villes. Il s'agissait d'une provocation, mais on peut se demander si elle était purement gratuite.
En effet, d'aucuns estiment que les villes égyptiennes étaient de petite taille, à la fois par rapport à nos critères actuels et par rapport à ceux de l'époque. Cependant les chercheurs allemands estiment que la capitale amarnienne d'Akhetaton (15 × 8 km) en quelques années avait atteint la taille de 50 000 habitants, ce qui laisse présager que les cités plus anciennes devaient être plus grandes encore.
Par exemple, Thèbes, capitale à plusieurs reprises durant l'histoire de l'Égypte n'eut à son apogée pendant le Nouvel Empire en tout et pour tout que 50 000 habitants, alors qu'à la même époque au Moyen-Orient quelques villes étaient deux fois plus grandes. Cependant, Thèbes était plus une capitale religieuse qu'administrative, et il serait intéressant de se pencher sur les populations des cités telles que Memphis (dont la nécropole s'étend sur vingt kilomètres), Pi-Ramsès, etc. Pour en revenir à Thèbes, la ville s'étendait sur les deux rives, surtout avec l'apport de Malqata.
Autre considération qui laisse penser que la population des villes égyptiennes était sans doute plus importante qu'on ne le suppose : la cité des bâtisseurs des pyramides. Celle-ci accueillait près de 20 000 personnes. Deir el-Médineh, uniquement réservée aux artisans des pharaons comptait une population nombreuse. Enfin, on sait que Pi-Ramsès atteignait Avaris qui était un faubourg.
Il n'empêche que certains pensent que la majorité des villes d'Égypte ne dépassaient pas les 10 000 habitants.
Cependant, plus que la taille, c'est la conception égyptienne de la ville qui diffère de notre conception moderne.
La civilisation égyptienne possède une administration toute-puissante. C'est elle qui décide de l'édification d'une ville. Et cela, toujours avec l'objectif de répondre à un besoin. Cela veut dire que les villes sont spécialisées et nécessitent une population appartenant à un secteur d'activité particulier.

## Raisons d'édifier une ville

### Nouvelle capitale
Il n'y a que trois exemples dans l'Histoire où un pharaon a voulu édifier une nouvelle capitale. Il s'agit de :
- Amarna au XIVe siècle, construite par Akhenaton, capitale qu'il a nommée Akhetaton ;
- Pi-Ramsès au XIIIe siècle, commencée par Séthi Ier mais véritablement édifiée sous le règne de Ramsès II ;
- Tanis au XIe siècle et Xe siècle, fondée par Smendès puis Psousennès Ier  de la XXIe dynastie qui la voulurent à l'image de Thèbes.

### Impératifs militaires
Ces villes sont construites dans des lieux stratégiques, aux frontières de l'Égypte : en Nubie ou au nord du Sinaï.
Elles sont très bien fortifiées à l'aide de la pointe de la technologie militaire à chaque fois.
Elles sont aussi très bien organisées.

### Loger une main-d'œuvre ouvrière ou d'artisans
Celles-ci sont érigées à côté de carrières ou lors de la construction de pyramides.
Dans ce cas, lorsqu'il s'agit du gros œuvre, les ouvriers sont logés dans des baraquements provisoires. Par contre, s’il s'agit de la décoration intérieure, alors il y a construction d'un village d'ouvriers en dur.
Ces villages d'ouvriers se situent près du lieu de travail et sont très petits (souvent dotés d'une seule rue). La population y est très isolée pour éviter la fuite des secrets quant à l'emplacement des trésors à l'intérieur des tombes.

### Assurer un culte
Ces villes sont construites soit à côté d'un sanctuaire, soit au pied d'une pyramide. Dans ce cas, on l'appelle ville pyramide.
Les villes pyramides logent les prêtres chargés du culte au temple funéraire du souverain défunt (ils assurent le service par roulement puis rentrent chez eux). Elles sont construites à la limite entre les terres fertiles le long du Nil et la zone désertique, au pied du plateau des pyramides. Elles sont le plus près possible de l'eau pour y faciliter l'acheminement des personnes et de la nourriture. Ce sont des villes d'une extrême régularité de conception et de réalisation et elles ne possèdent pas d'autre lieu de culte que le temple funéraire.

## Caractéristiques de la ville égyptienne
Les quatre objectifs des villes égyptiennes influent fortement sur la forme des villes. Il en résulte quatre villes types différentes qui ont des points communs.

### Bâtiments administratifs
L'encadrement administratif est omniprésent en Égypte. Les villes sont, comme dans toutes les civilisations, le lieu d'affirmation du pouvoir et l'administration y implante donc tous les bâtiments officiels. On trouve aussi dans les villes les palais et les réserves à grain.

### Lieu de culte
Un lieu de culte, que ce soit un temple ou un sanctuaire est présent dans chaque ville égyptienne. Il est le monument le plus marquant de la cité, domine par son architecture et occupe une surface considérable (par exemple : Sesebi, ville de cinq hectares avait trois hectares réservées au temple et à ses dépendances).

### Enceinte
Le hiéroglyphe pour le mot ville représente un cercle autour d'une croix. Ce hiéroglyphe apparaît très tôt (dès le troisième millénaire avant notre ère) et représente la cité idéale : elle est protégée par une muraille (le cercle).
La construction d'une enceinte était toujours ordonnée par le pharaon.
Les cités de la vallée du Nil étaient toutes défendues, mais en fait il n'y avait pas de réelle utilité car les frontières étaient bien surveillées.
Par contre, on ne sait toujours pas si les grandes villes avaient des murailles. À Thèbes, on n'a par exemple jamais retrouvé d'enceinte datant du Nouvel Empire.
Types d'enceinte :

#### Fortifiée
Celles-ci entourent les villes militaires. Elles consistent en :
- une double muraille ;
- des bastions ;
- une place fortifiée ;
- un système de cours derrière la première porte et amenant à une deuxième porte qui elle aussi donnait sur une cour amenant elle-même à une porte et ainsi de suite. L'ennemi se trouvait ainsi, une fois la première porte franchie, à la merci du défenseur dans une cour entourée de murs avec bastions ;
- un fossé ;
- un glacis (étendue dégagée entourant la ville).

#### Montagne de briques
Elles pouvaient faire jusqu'à 20 m de haut et de large. Elles étaient moins efficaces militairement mais l'effet mur barrage était très dissuasif.

#### Inutiles militairement parlant
Elles faisaient en général deux mètres de large et quatre mètres de haut. Elles entouraient les villages d'ouvriers et les villes religieuses.

### Planifiées
Le hiéroglyphe décrivant la cité idéale est sur un plan circulaire et possède au centre deux rues se coupant à angle droit.
Les villes égyptiennes à plan circulaire sont très rares.
Par contre, toutes les villes sont construites avec des rues parallèles et perpendiculaires. Toutes ces rues ont la même largeur (deux à trois mètres) sauf la principale (aux dimensions légèrement supérieures).
Les rues sont étroites pour qu'elles soient dans l'ombre et sont orientées dans l'axe des vents dominants.
Elles ne sont pas pavées (sauf dans quatre villes : Bouhen, Mirgissa, Kahoun et Qasr Sagha) et sans trottoirs (c'est-à-dire des espaces réservés pour les piétons). En fait, les rues n'étaient pas conçues pour des véhicules (bien souvent trop étroites).
Les villes sont divisées en quartiers. Ce sont des zones séparées, parfois totalement isolées par des murs.
Les villes possèdent ces séparations dès leur création.
Les ségrégations peuvent se faire entre :
- des bâtiments particuliers (palais, temple, entrepôts et magasins) ;
- riches/pauvres ;
- égyptiens/étrangers ;
- des corps de métier différents. Par exemple, le quartier des boulangers, des potiers, des orfèvres,... (d'ailleurs les potiers sont toujours mis dans un quartier en dehors de la ville car leurs fours représentaient un danger d'incendie).

## La vie urbaine

### Une vie agréable?

#### Absence de places
En regardant des plans de ville égyptiennes on est tout d'abord frappé par l'extrême densité du bâti, sans aucun espace vide. En effet, les villes en Égypte ne possédaient pas de places. Seul dans quelques rares exemples on retrouve des zones vides, mais ces espaces correspondaient en fait à des lieux de parcage pour le bétail durant la nuit.
En fait, les égyptiens n'en avaient pas l'utilité. La vie publique et officielle avait lieu dans les temples et les marchés n'existaient pas. En fait, en Égypte antique, jusqu'à l'arrivée des Grecs, le commerce tout court n'existait pas. La monnaie non plus d'ailleurs. L'administration fournissait à la population tout ce dont elle avait besoin par un système de rations. Pour le superflu, il y avait toujours possibilité de troquer entre individus, ce qui ne nécessitait pas d'endroit spécial.

#### Rues négligées
Les rues n'étaient que des lieux de circulation, rien de plus. Peu de soin leur étaient accordées. Elles n'étaient pas pavées, mais en terre battue. Elles ne possédaient pas non plus de canal d'évacuation des eaux de pluie ou usées (sauf à Bouhen et Mirgissa, deux villes militaires où il existait une rigole centrale).
Ceci s'explique principalement par l'absence de précipitations.
On ne sait pas si les habitants de l'époque avaient des règles de propreté à respecter. Par contre, on sait que les rues étaient encombrées de détritus en tous genres. Il faut dire que personne n'était responsable de l'entretien des voiries, sauf dans les villes militaires, pour ne pas empêcher le déplacement des troupes en cas de guerre.
Bref, les villes étaient très sales et le parcage des animaux la nuit ne devait rien arranger. Cette opinion contraste très fortement avec les images que l'on relève dans les tombes, où l'on note la présence de cônes parfumés sur les perruques et où les Égyptiens antiques semblent attacher une très grande importance à leur aspect physique.